# Spiel dein Spiel und töte, Joe
Spiel dein Spiel und töte, Joe (Originaltitel: Un uomo chiamato Apocalisse Joe) ist ein Italowestern aus dem Jahr 1970. Anthony Steffen stellt in der Hauptrolle unter der Regie von Leopoldo Savona einen schauspielernden Revolverhelden dar. Deutschsprachige Erstaufführung des Films war am 22. Juli 1971.

## Handlung
Der als Schauspieler mit Shakespeare-Darstellungen über die Dorfplätze des Westens ziehende Joe Clifford erbt von einem Onkel dessen Goldmine. Als er sie in Besitz nehmen will, stellt er fest, dass betrügerische Machenschaften den gerissenen Stadtboss von Landberry, Berg, dazu gebracht haben, sie auszubeuten. Im Gegensatz zu den Behauptungen Bergs hat er sie nicht ehrlich erworben, sondern mit Gewalt an sich gebracht. Berg will den pistolentragenden Darsteller loswerden, doch der kann mit Unterstützung eines Barbiers in einem langen Kampf alle Leute Bergs eliminieren und schließlich auch den Betrüger selbst besiegen; trotzdem beschließt er dann, die Gegend zu verlassen.

## Kritik
„Die Aktion ist in diesem Film reichlich bemessen; es wird fast ununterbrochen geballert. Untermalt wird die Pyrotechnik von Nicolais exzellenter Musik.“, so Christian Keßler; die italienischen Segnalazioni Cinematografiche bezeichneten das Werk als unterdurchschnittlich; es gebe „wenig Originalität in der völlig den Schießereien untergeordneten Geschichte.“ Dagegen fand das spanische fotogramas, die Figur des Schauspielers als zentraler Held verhindere als anekdotisches Detail das Abgleiten des Films in die Katastrophe.

## Bemerkungen
Der Showdown des Pistoleros gegen die ganze Bande nimmt fast eine halbe Stunde am Ende des Filmes ein.
Laut Filmrequisit spielt Joe den Leuten etwas von „William Sahkesparea“ vor.
Der Soundtrack des Films liegt auf CD vor.